# Fusciludia ensifera
Fusciludia ensifera är en tvåvingeart som först beskrevs av Ito 1984.  Fusciludia ensifera ingår i släktet Fusciludia och familjen borrflugor. Inga underarter finns listade i Catalogue of Life.